# Ка Белина (Рим)
Ка Белина је насеље у Италији у округу Рим, региону Лацио.
Према процени из 2011. у насељу је живело 30 становника. Насеље се налази на надморској висини од 197 м.